# 수학적 구조
수학적 구조(數學的構造) 또는 수론적 구조는 임의의 집합이 주어졌을때에 여기에 부여한 수학적 성질로 인해 그 집합이 갖추게 되는 형태를 말한다. 수학적 성질을 제공하는 기능으로는 대수학, 위상수학, 순서론 등의 영역이 있다. 이들은 각각 대수적 구조, 위상 구조, 순서 구조로 나타난다.

## 같이 보기
- 대수 구조
- 가산 집합
- 마그마
- 소수
- 리만 제타 함수